# Kentrogonida
Ordre
Kentrogonidaa est un ordre d'arthropodes du sous-embranchement des crustacés.

## Liste des familles
- Lernaeodiscidae Boschma, 1928
- Peltogastridae Lilljeborg, 1860
- Sacculinidae Lilljeborg, 1860